# Louis Hébert

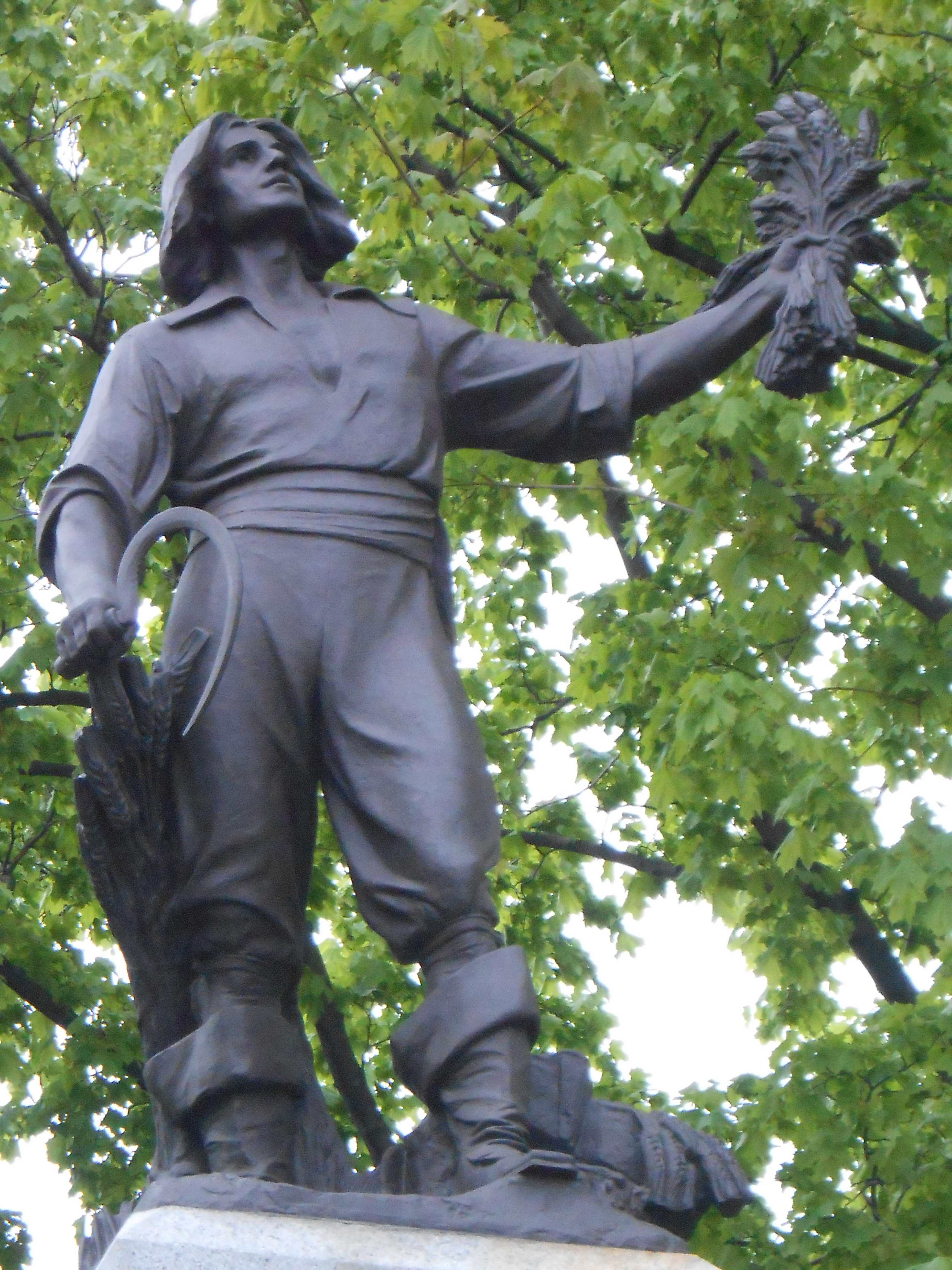
Statue Louis Héberts in der Stadt Québec, von Alfred Laliberté (1918)

Louis Hébert (* ca. 1575 in Paris; † 25. Januar 1627 in Québec, Neufrankreich) war ein französischer Apotheker. Er war der erste französische Kolonist in Kanada und der erste, der Landwirtschaft betrieb, nachdem er sich 1617 mit seiner Familie in der heutigen Stadt Québec niedergelassen hatte.

## Biografie
Hébert wurde in der Pariser Rue Saint-Honoré geboren und in der Kirche St-Germain-l’Auxerrois getauft. Wie sein Vater vor ihm erlernte er den Beruf des Apothekers und Gewürzhändlers. 1602 heiratete er Marie Rollet, mit der er drei Kinder hatte. Die Nichte seiner Ehefrau war mit dem Adligen Jean de Poutrincourt verheiratet, der ein Bekannter des Seefahrers und Händlers Pierre Dugua de Mons war. Dies dürfte Héberts Wunsch erklären, die Neue Welt kennenzulernen. 1606 schloss er sich der zweiten von Dugua organisierten Expeditionen nach Akadien an, die von Samuel de Champlain geleitet wurde. Hébert kümmerte sich um die Gesundheit der Expeditionsteilnehmer, führte landwirtschaftliche Versuche durch und kultivierte einheimische Pflanzen, die er von den Mi’kmaq erhalten hatte. 1607 kehrte die Expedition nach Frankreich zurück, nachdem De Monts’ Handelsmonopol widerrufen worden war.
1610 brach Hébert mit Poutrincourt nach Port-Royal in Akadien auf und blieb dort die nächsten drei Jahre, wo er sowohl Franzosen als auch Ureinwohner behandelte. 1613 mussten alle Kolonisten wieder nach Frankreich zurückkehren, nachdem englische Freibeuter Port-Royal zerstört hatten. Hébert arbeitete daraufhin wieder als Apotheker in Paris. Im Winter 1616/17 überzeugte ihn Champlain davon, mitsamt seiner Familie in die Siedlung Québec zu ziehen. Sie brachen im März 1617 in Honfleur auf und kamen dreizehn Wochen später an. Héberts medizinische Kenntnisse und mitgebrachte Weizenvorräte trugen entscheidend dazu bei, das Überleben der Siedlung zu sichern. Mehrere Jahre war er der einzige Einwohner, der Landwirtschaft betrieb – die übrigen waren entweder Soldaten oder Pelzhändler – und musste einige bürokratische Schikanen der dort operierenden Handelsgesellschaft über sich ergehen lassen.
Nachdem Champlain 1620 die volle administrative Kontrolle über Québec übernommen hatte, ernannte er Hébert zum Kronanwalt und übertrug ihm somit die Verwaltung des Justizwesens. Hébert genoss auch bei den Ureinwohnern Vertrauen, da er sie nicht als unzivilisierte Wilde betrachtete, sondern als intelligente Menschen, denen es lediglich an Bildung fehle. 1623 wurde er der erste private Grundbesitzer der Kolonie, als er die Seigneurie Sault-au-Matelot (in der Nähe der heutigen Kathedrale Notre-Dame de Québec) zugesprochen erhielt. Ende 1626 wurde er bei einem Sturz auf dem Eis schwer verletzt und verstarb einige Wochen später.
Héberts Familie war die einzige, die zwischen 1629 und 1632 in Québec verblieb, nachdem die Kolonie durch die Flotte des englischen Abenteurers David Kirke erobert worden war und alle anderen Bewohner vorübergehend weggezogen waren.

## Nachwirkung
Nach Louis Hébert ist unter anderem die Rue Hébert in der Oberstadt von Québec benannt. 1918 schuf der Künstler Alfred Laliberté anlässlich des 300. Jubiläums der Ankunft Héberts eine Bronzestatue. Sie stand ursprünglich auf dem Platz vor dem Rathaus, wurde aber 1971 in den Parc Montmorency verlegt. Die Statue zeigt Hébert, wie er ein Büschel Weizenähren hochstreckt; Nebenfiguren am Fuße des Sockels stellen seine Ehefrau, seine drei Kinder und seinen Schwager Guillaume Couillard dar.
Anlässlich des 45. Kongresses der International Pharmaceutical Federation, der 1985 in Montreal stattfand, brachte die kanadische Post zu Ehren von Louis Hébert, Kanadas erstem Apotheker, eine Sonderbriefmarke heraus.
Gemäß einem Forschungsprogramm der Universität Montreal zur historischen Demografie hatten Louis Hébert und seine Ehefrau Marie Rollet im Jahr 1800 insgesamt 4.592 namentlich bekannte Nachkommen.